# Barycz (powiat radomszczański)
Barycz – wieś w Polsce położona w województwie łódzkim, w powiecie radomszczańskim, w gminie Żytno.
W latach 1975–1998 miejscowość należała administracyjnie do województwa częstochowskiego.
Przydrożna kapliczka widoczna na zdjęciu pochodzi z roku 1966. Została wybudowana na miejscu drewnianego krzyża z inicjatywy Marianny Goleniewskiej jako wotum 1000-lecia chrztu Polski.